# Marco Salas Morera
Marco Salas Morera (* 15. Februar 1982) ist ein costa-ricanischer Straßenradrennfahrer.
Marco Salas gewann 2007 eine Etappe beim Clásica Poás. Im nächsten Jahr war er bei einem Teilstück der Copa Nacional Protecto erfolgreich, wo er auch Zweiter der Gesamtwertung wurde. In der Saison 2009 gewann er wieder eine Etappe bei der Copa Nacional Protecto und wurde diesmal auch Erster der Gesamtwertung. 2010 war Salas bei einer Etappe der Vuelta a Higuito und bei zwei Etappen der Vuelta a Costa Rica erfolgreich.

## Erfolge
2010
- zwei Etappen Vuelta a Costa Rica